# Hispano-Suiza
Hispano-Suiza var en spansk-fransk-schweizisk industrigrupp inriktad på konstruktion och tillverkning av bilar, flygmotorer och vapen med mera.
Företaget grundades i Spanien 1904 av spanska entreprenören Damián Mateu och schweiziska ingenjören Marc Birkigt och fokuserade då på biltillverkning – den spanska grenen sedermera benämnd Sociedad Anónima Hispano-Suiza. År 1911 anlades en bilfabrik i Frankrike – vilket efter 1923 blev en självständig gren benämnd Société Française Hispano-Suiza. När spanska inbördeskriget bröt ut lämnade Birkigt Spanien och flyttade tillbaka till Schweiz där han 1938 grundade en schweizisk gren inriktad på försvarsindustri – benämnd Hispano-Suiza (Suisse) S.A. (kort: HSS). Den spanska grenen i Barcelona hamnar under kriget i händerna hos lojalisterna för att sedan hamna under nationalisterna när de intar staden 26 januari 1939. År 1941 tar spanska statens industriinstitut (Instituto Nacional de Industria) över kontrollen av den spanska grenen och 1944 säljs moderbolaget till lastbilstillverkaren ENASA. Efter Nazitysklands remilitarisering av Rhenlandet 1936 bytte den franska grenen kurs mot försvarsindustri och grundar 1937 Société d’exploitation des matériels Hispano-Suiza (Hispano-Suiza utrustningsföretag). År 1938 upphörde fordonsproduktionen i Frankrike och den franska grenen upphör i och med den tyska ockupationen av landet.
År 1968 övertogs företaget av franska SNECMA (sedan del av Safran SA), och 1970 såldes vapenavdelningen till schweiziska Oerlikon.
Sedan 2010 har varumärket återaktiverats inom bilmarknaden av två separata parter som säger sig äga rättigheterna och patenten för Hispano-Suiza: Hispano Suiza Automobilmanufaktur AG i Schweiz och Hispano-Suiza Cars i Spanien.

## Historia

### 1898–1918

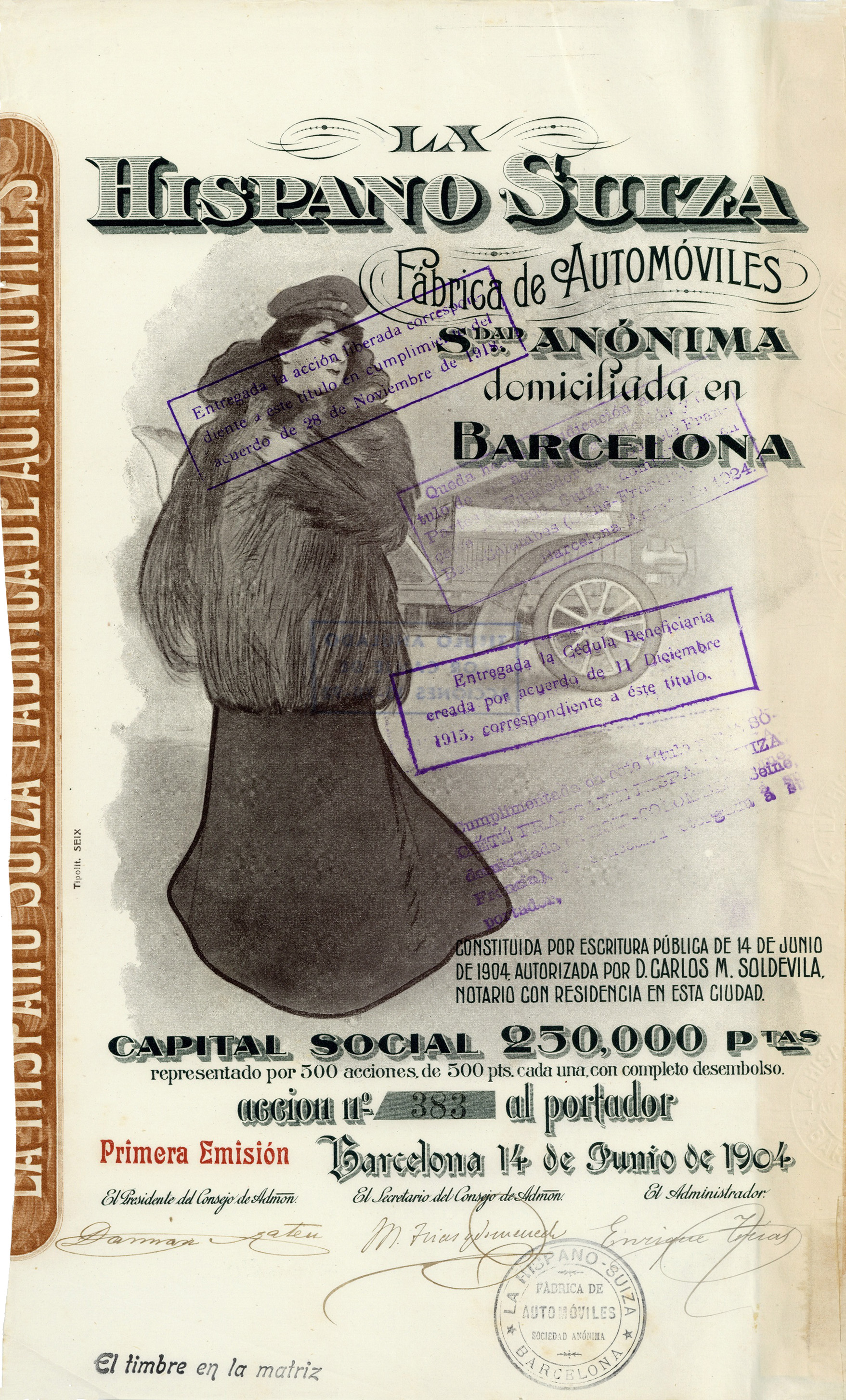
Grundande aktiebrev för La Hispano Suiza Fábrica de Automóviles på 500 pesetas, utfärdat i Barcelona den 14 juni 1904, undertecknat i original av Damià Mateu Bisa, företagets medgrundare, ordförande och finansiär.

1898 hade företaget La Cuadra bildats i Barcelona för att bygga eldrivna bussar. Vid sekelskiftet 1900 anställdes schweizaren Marc Birkigt som konstruktör. Han var mer intresserad av förbränningsmotorer och övertygade sin arbetsgivare att bygga en bensinmotordriven personbil. La Cuadra hann bara bygga sex stycken av Birkigts bilar, innan man gick i konkurs 1901. Företaget rekonstruerades med en Señor J. Castro som huvudägare och man fortsatte att bygga Birkigts bilar under namnet Castro. Inte heller denna firma blev särskilt långlivad och det hela slutade med en ny konkurs 1903.
Tilltron till bilen som produkt och till Birkigt själv var dock stor och en ny grupp finansiärer bildade nu Sociedad Anónima (SA) Hispano-Suiza, eller La Hispano-Suiza Fábrica de Automóviles – "Spansk-Schweiziska automobilfabriken". Birkigt tog fram en rad nya modeller, men marknaden för personbilar var begränsad i det fattiga Spanien. Därför byggdes även kommersiella fordon, som lastbilar och bussar.
1910 lät Hispano-Suiza höra talas om sig utanför hemlandet för första gången, när man vann den franska biltävlingen Coupe de L'Auto. Året därpå bildades en fransk gren, benämnd Société (Sté) des Automobiles Hispano-Suiza, i Levallois-Perret för att licenstillverka den spanska bilen i Frankrike. Spanska biltillverkargrenen blev således även La Hispano-Suiza, Fábrica española de automóviles – ungefär "Hispano-Suiza:s spanska automobilfabrik". Birkigt konstruerade flera sportbilar, den mest berömda var Alphonso XIII, uppkallad efter den spanske kungen.
Den franska fabriken stängde under första världskriget och Birkigt påbörjade utveckling av flygmotorer och vapen i neutrala Spanien – sedermera Hispano-Suiza Section Aviation ("Hispano-Suiza flygavdelning") – vilka kom att säljas åt ententen. Dessa var mycket avancerade, med cylindrarna gjutna i ett och samma motorblock och med överliggande kamaxel. Hispano-Suizas flygmotorer var troligen de bästa som byggdes under kriget. Motorerna licensbyggdes även av brittiska Wolseley.
Den största innovationen Hispano-Suiza gjorde under kriget var en eldkanal genom propellernavet hos motorerna HS 36 och HS-38 som en bakom motorn monterad kulspruta eller automatkanon kunde skjuta igenom. Skottlinjen från propellerns centerlinje gjorde det mycket lättare för piloten att rikta in pjäsen. Lösningen kommer av att propelleraxeln flyttats till linjen mellan V-cylindrarna i vevhusets centrallinje genom en växel.

### 1918–1945
Efter kriget började det franska dotterbolaget bygga den lyxiga H6. Bilens motor drog nytta av erfarenheterna från flygmotortillverkningen. Kombinationen lyxbilar och flygmotorer gav Hispano-Suiza benämningen ”den franska Rolls-Royce”. Det spanska moderbolaget fortsatte att bygga mer blygsamma modeller, bättre anpassade till den lokala marknaden. Under 1920-talet byggdes Hispano-bilar på licens av tjeckiska Škoda och 1923 blev den franska grenen självständig under namnet Société Française Hispano-Suiza. I början av 1930-talet ersattes H6B av den enorma tolvcylindriga J12.
När spanska inbördeskriget bröt ut lämnade Marc Birkigt Spanien och flyttade tillbaka till Schweiz där han 1938 grundade en schweizisk gren i Genève inriktad på försvarsindustri, benämnd Hispano-Suiza (Suisse) (kort: HSS). HSS producerade bland annat 20 mm automatkanon m/41 åt Sverige under krigsåren.
Den spanska grenen i Barcelona hamnar under spanska inbördeskriget i händerna hos lojalisterna när staden blir deras huvudsäte. Den 26 januari 1939 intar nationalisterna staden och kriget tar slut dyra två månader senare. Den nya spanska staten grundar 1941 Instituto Nacional de Industria ("spanska statens industriinstitut") som tar över kontrollen av den spanska grenen. Spansk fordonsproduktion sker fram till 1944 då det spanska moderföretaget säljs till lastbilstillverkaren ENASA.
Den franska grenen grundar 1937 försvarskoncernen Société d’exploitation des matériels Hispano-Suiza ("Hispano-Suiza utrustningsföretag") som en respons till Nazitysklands remilitarisering av Rhenlandet 1936, ämnad att koncentrera sig på att producera flygmotorer, vapen och annan krigsmateriel till franska staten och vidare. Den franska fordonsproduktionen upphör således 1938 och i och med den tyska ockupationen av landet upphör den franska grenen helt och hållet. Fransk flygmotorutveckling tas istället upp av schweiziska Adolph Saurer AG.

### 1945–1968
Efter andra världskriget återupptogs tillverkningen av flygmotorer i Frankrike, då Hispano-Suiza tillverkade Rolls-Royce Nene jetmotorer på licens. Under 1950-talet tillverkades även landställ och katapultstolar. Senare koncentrerade man tillverkningen på gasturbiner och industrimotorer för bland annat pansarfordon och 1968 blev Hispano-Suiza en del av SNECMA. Från 2005 är SNECMA en del av Safran SA.
Vapenavdelningen Hispano-Suiza (Suisse) säljs 1970 till Oerlikon Contraves och Hispanos vapenprodukter lanseras under nya namn.

### 2010–
I modern tid har två separata biltillverkningsprojekt presenterats under varumärket Hispano-Suiza av parter som säger sig äga rättigheterna och patenten till namnet. Den ena, från Schweiz, registrerande namnet 2010 som Hispano Suiza Automobilmanufaktur AG efter att det gamla varumärket upphävts. Samma år presenterade de en Hispano Suiza-märkt konceptbil och planerar att lansera en produktionsbil kallad Hispano-Suiza Maguari. Enligt företagets PR-avdelning innehar företaget de europeiska rättigheterna för varumärket Hispano Suiza samt rättigheterna i deras globala nyckelmarknader.
Den andra, från Spanien, heter Hispano Suiza Cars och ägs av Suqué Mateu-familjen, ättlingar till grundaren Damián Mateu. År 2019 presenterade de en elektrisk sportbil på internationella bilutställningen i Genève under namnet Hispano-Suiza Carmen som sedan dess har sett begränsad tillverkning.

## Vapentillverkning
Hispano-Suiza har tillverkat och konstruerat ett stort antal vapen under åren, speciellt i kategorin automatkanoner. Under 1930-talet började företaget under ledning av Marc Birkigt att licensproducera Oerlikons 20 mm automatkanon 'Mg FF S' under namnet HS 7 och senare i en förbättrad version som HS 9. Den senare hade många ändringar från grundkonstruktionen och Hispano-Suiza ville sälja vapnen utan att betala licens till Oerlikon. Oerlikon gick inte med på detta och Hispano-Suiza vidareutvecklade kanonen och gav den ett gaslås vilket gjorde att kanonen kunde anses som en ny egen konstruktion. Kanonen fick namnet HS 404 och kom att bli en av de mest framgångsrika automatkanonerna under 1930- och 1940-talet. HS 404 kom att vidareutvecklas av Storbritannien och USA under andra världskriget vilket ledde till vapen som fortfarande är i tjänst i dag inom viss mån.
Efter att företaget stoppat biltillverkning 1938 flyttade Birkigt tillbaka till Schweiz och grundade en försvarskoncern under varumärket i Genève, kallat Hispano-Suiza (Suisse) S.A. (kort: HSS), franska för "Hispano-Suiza (Schweiz)", och fortsatte vapenutveckling och konstruktion där. Flera vapensystem konstruerades under 1940-, 1950 och 1960-talet och även en handfull pansarfordon, såsom pansarskyttefordonet HS 30 vilken köptes av Västtyskland.
År 1970 såldes vapenavdelningen till Oerlikon.

### Eldvapen

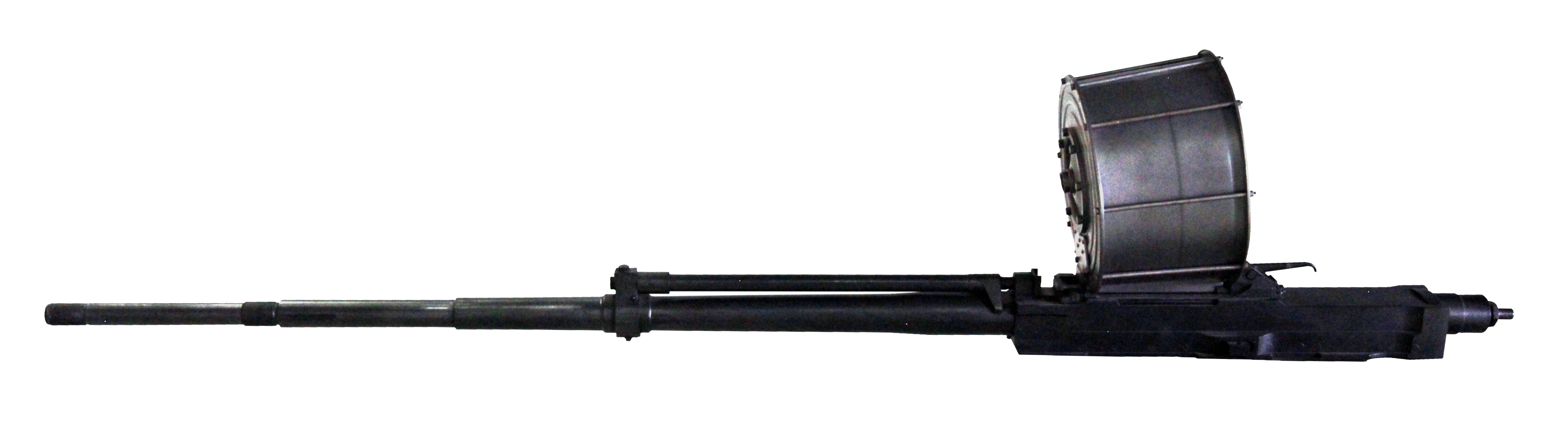
20 mm Hispano-Suiza HS 804 med L/70 eldrör och trummagasin.

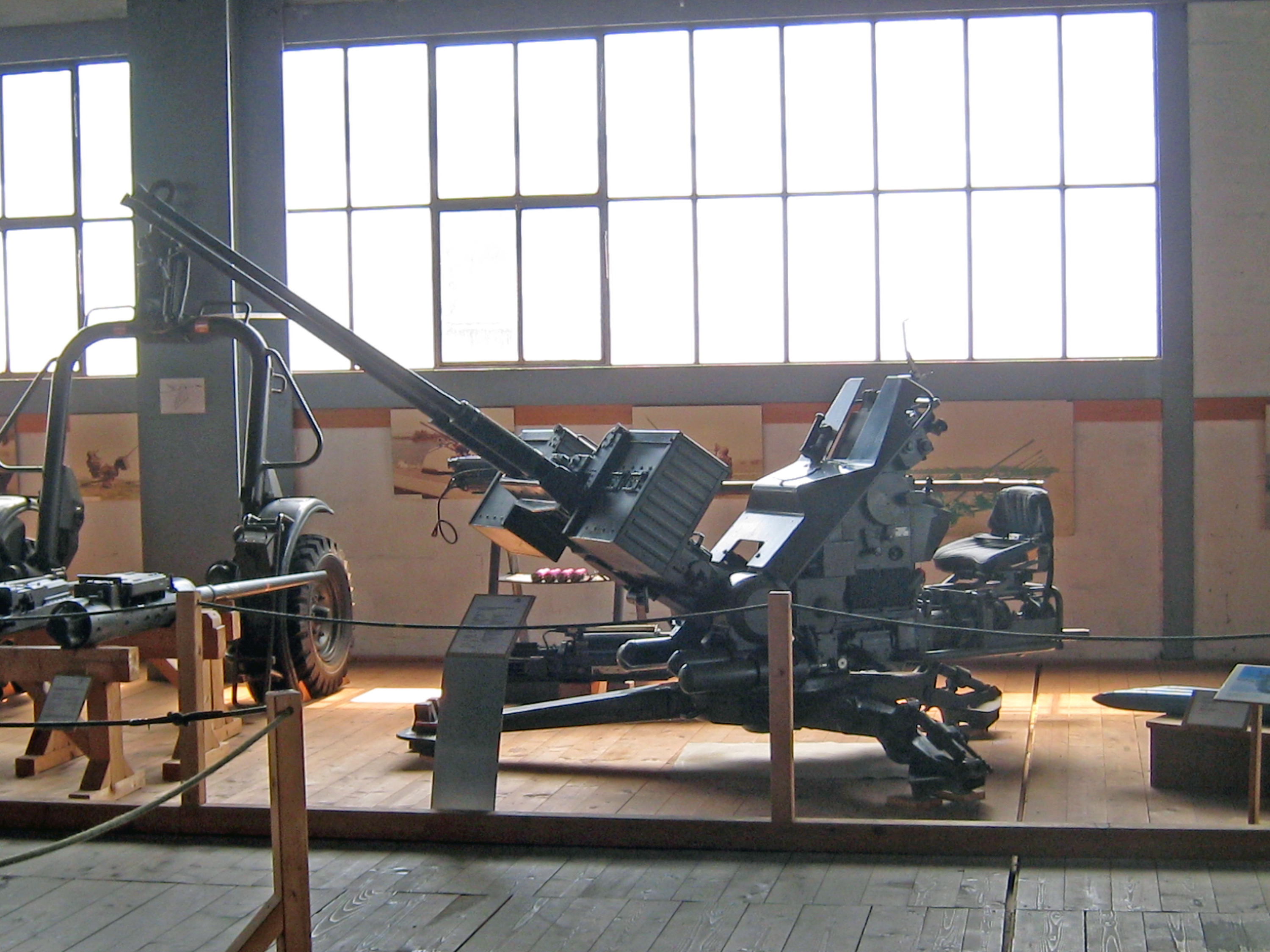
20 mm Hispano-Suiza HS 820 i HS 666A-luftvärnslavettage.

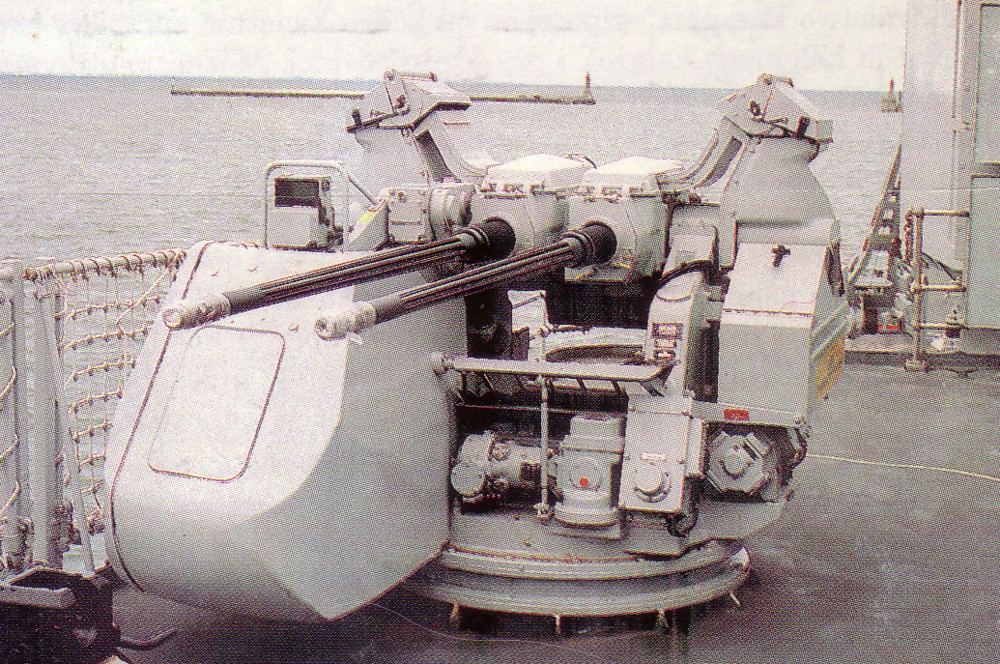
Dubbla 30 mm Hispano-Suiza HS 831 i A32-örlogslavettage.

| Pjäs                   | Patron                          | År       | Not                                 |
| ---------------------- | ------------------------------- | -------- | ----------------------------------- |
| Hispano-Suiza HS 7     | 20 × 110 mm RB                  | 1930-tal | Licensproducerad 20 mm Oerlikon FFS |
| Hispano-Suiza HS 9     | 20 × 110 mm RB                  | 1930-tal | Modifierad 20 mm Oerlikon FFS       |
| Hispano-Suiza HS 404   | 20 × 110 mm                     | 1933     | Konstruktör: Marc Birkigt           |
| Hispano-Suiza HS 406   | 23 × 122 mm                     | 1938     | 23 mm utveckling av HS 404          |
| Hispano-Suiza HS 407   | 23 × 122 mm                     | 1938     | 23 mm utveckling av HS 404          |
| Hispano-Suiza HS 408   | 25 mm                           | 1940     | 25 mm utveckling av HS 404          |
| Hispano-Suiza HS 410   | 30 mm                           | 1940     | 30 mm utveckling av HS 404          |
| Hispano-Suiza HS 603   | 30 × 158 mm                     | –        |                                     |
| Hispano-Suiza HS 604   | 30 × 158 mm                     | –        |                                     |
| Hispano-Suiza HS 606   | 30 × 158 mm eller 37 × 158 mm B | –        |                                     |
| Hispano-Suiza HS 804   | 20 × 110 mm                     | 1940-tal | Vidareutvecklad HS 404              |
| Hispano-Suiza HS 808   | 7.5 × 55 mm                     | 1950-tal | Lätt kulspruta                      |
| Hispano-Suiza HS 820   | 20 × 139 mm                     | 1950-tal |                                     |
| Hispano-Suiza HS 825   | 30 × 136 mm                     | 1951     | L/53 eller L/70 eldrör              |
| Hispano-Suiza HS 827-B | 20 × 139 mm                     | –        |                                     |
| Hispano-Suiza HS 827-C | 23 × 133 mm                     | –        |                                     |
| Hispano-Suiza HS 830   | 30 × 170 mm                     | 1950-tal |                                     |
| Hispano-Suiza HS 831   | 30 × 170 mm                     | 1950-tal |                                     |
| Hispano-Suiza HS 834   | 34 × 239 mm                     | 1950-tal |                                     |
| Hispano-Suiza HS 836   | 30 × 138 mm                     | –        |                                     |
| Hispano-Suiza HS 837   | 30 × 138 mm                     | –        |                                     |
| Hispano-Suiza HS 840   | 40 × 239 mm                     | –        |                                     |

### Patroner (urval)
- 20 × 110 mm Hispano-Suiza
- 20 × 139 mm Hispano-Suiza

## Bilmodeller (urval)
| Spanien - 1911-14 Hispano-Suiza Alphonso XIII - 1914-24 Hispano-Suiza Type 30 - 1924-33 Hispano-Suiza Type 48 - 1928-36 Hispano-Suiza Type 49 - 1934-43 Hispano-Suiza Type 60 | Frankrike - 1919-33 Hispano-Suiza H6 - 1930-33 Hispano-Suiza HS26 "Junior" - 1931-38 Hispano-Suiza J12 - 1934-38 Hispano-Suiza K6 |

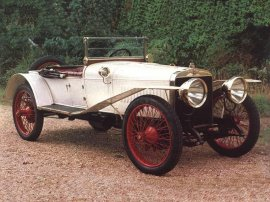
Hispano-Suiza Alphonso XIII.
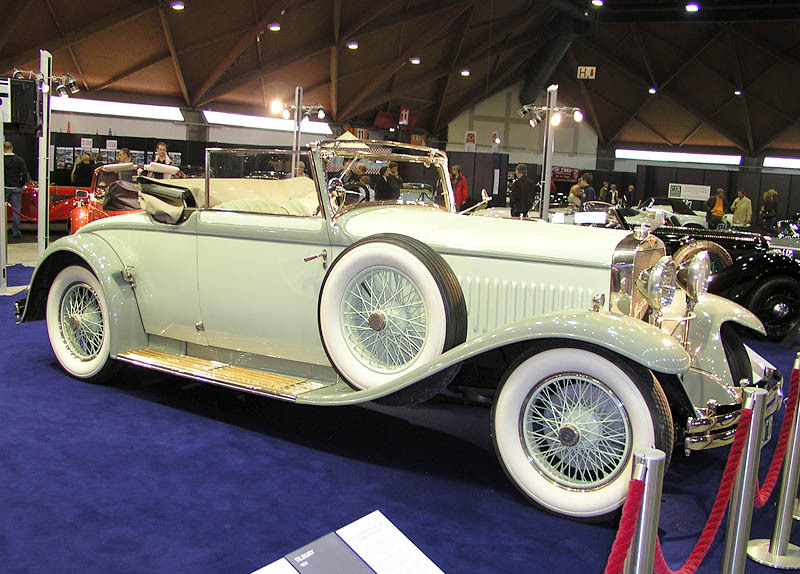
Hispano-Suiza Type 49.
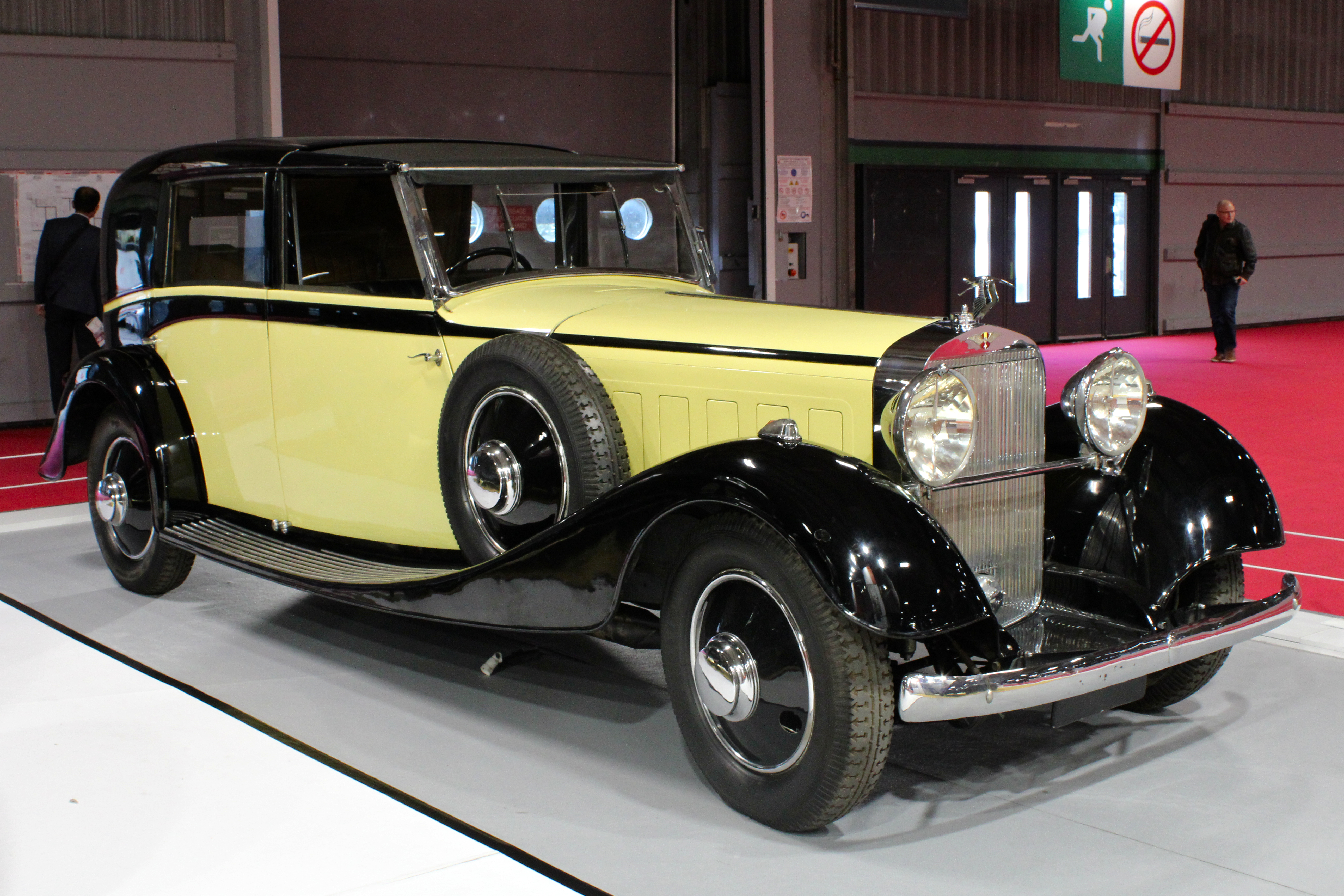
Hispano-Suiza J12.

## Flygmotorer (urval)
- Hispano-Suiza 8
- Hispano-Suiza 12X
- Hispano-Suiza 12Y
- Hispano-Suiza 12Z
- Hispano-Suiza 14AB
- Hispano-Suiza YS

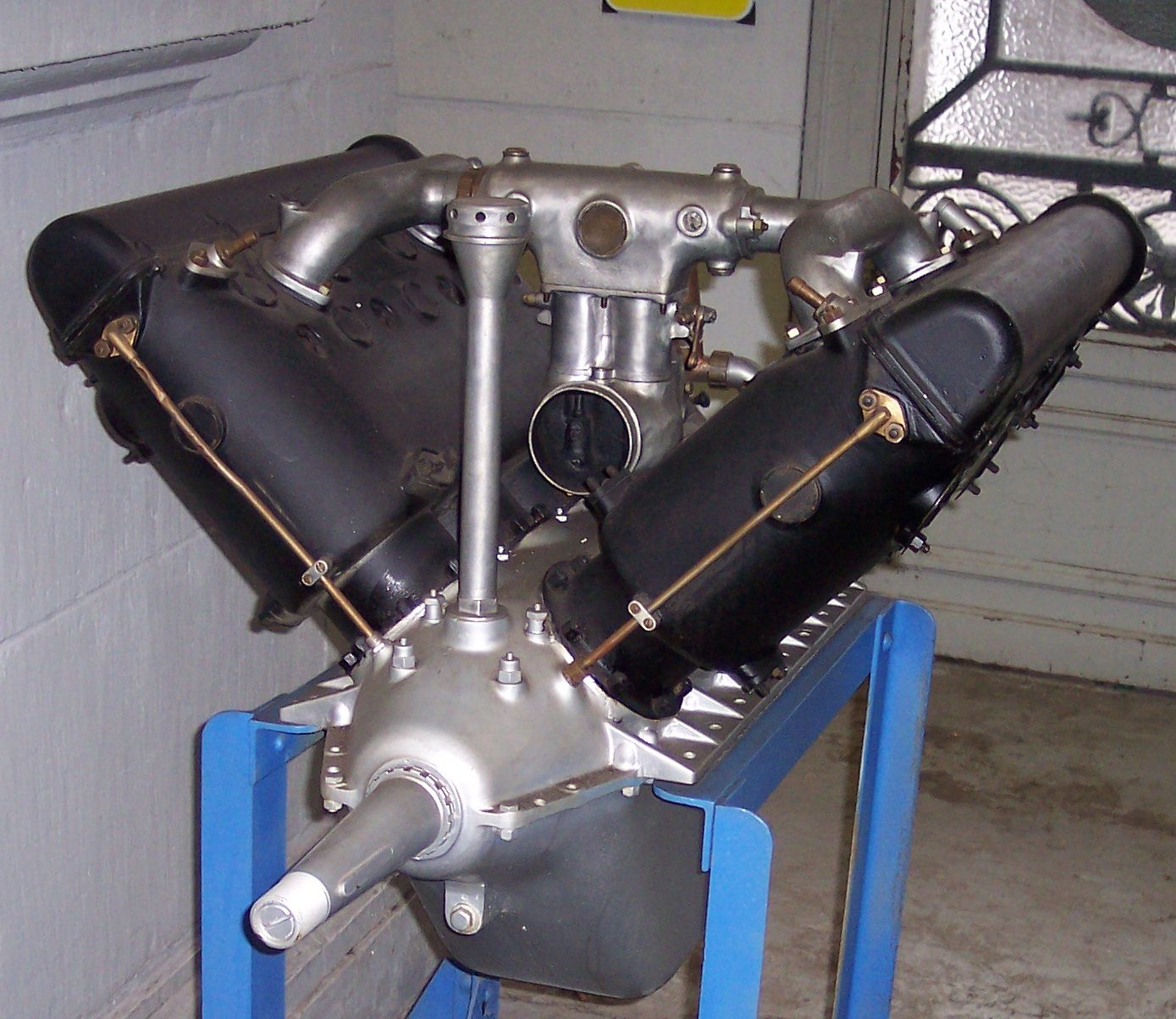
Hispano-Suiza 8A-motor.
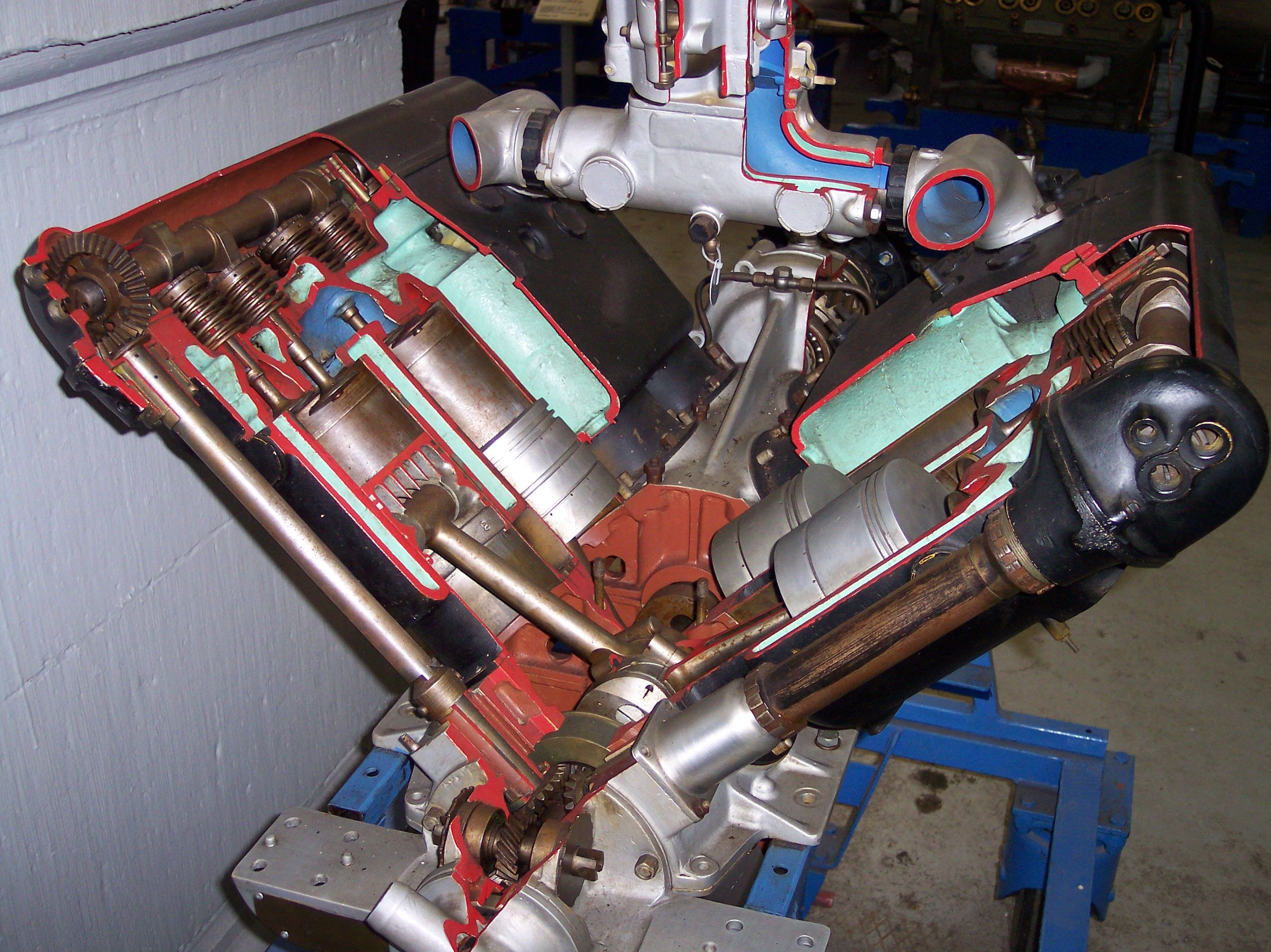
Hispano-Suiza 8A-motor (uppskuren).
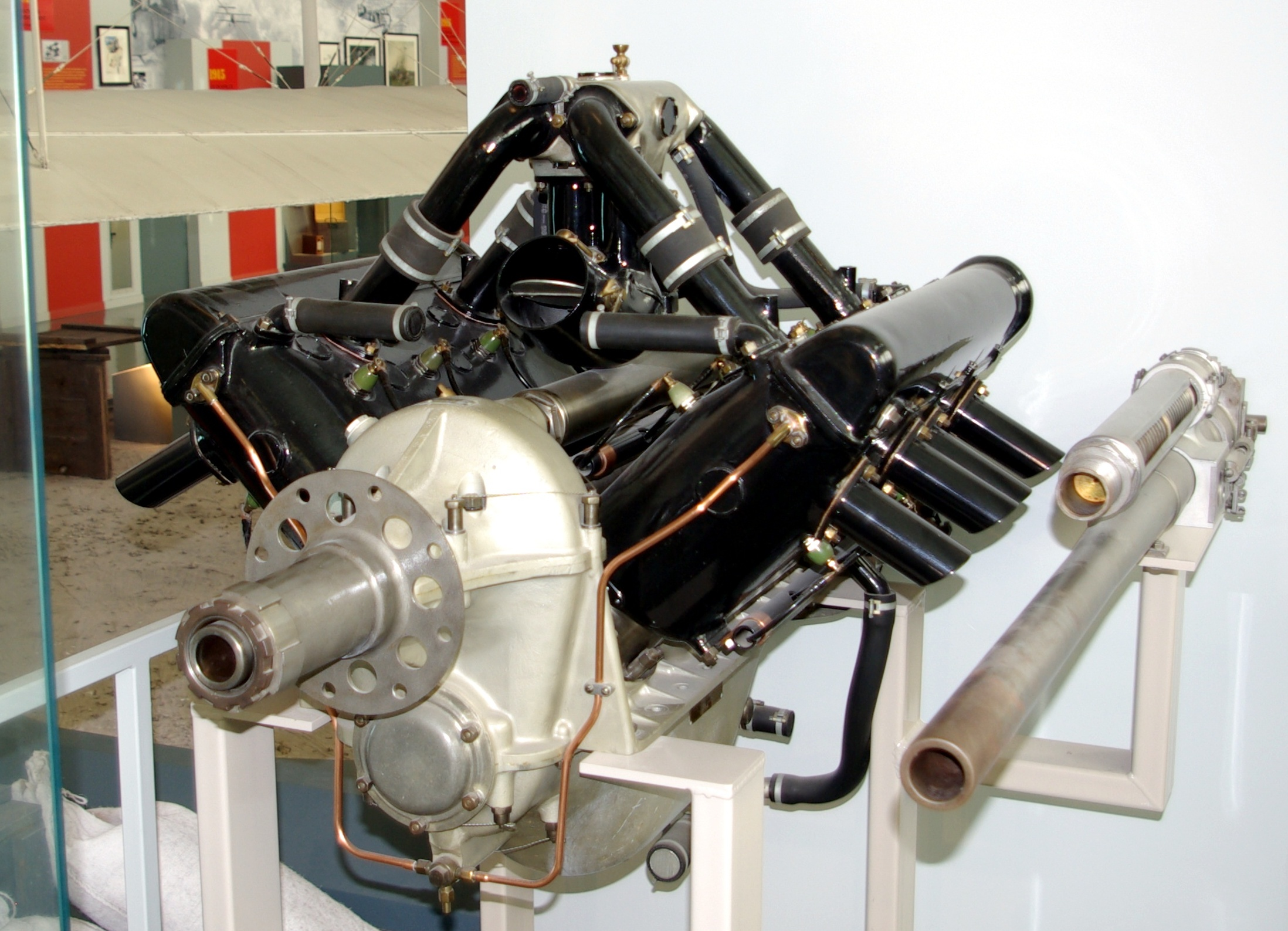
Hispano Suiza 8Ca-motor.
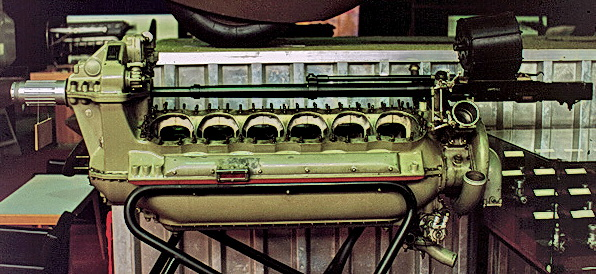
Hispano-Suiza 12Y med en Hispano-Suiza HS 404 motorkanon.